# Pseudovilerna
Pseudovilerna är ett släkte av insekter. Pseudovilerna ingår i familjen gräshoppor.
Kladogram enligt Catalogue of Life:
| Pseudovilerna | \| \| Pseudovilerna maculicrus \| \| \| \| \| \| Pseudovilerna reducta \| \| \| \| |
|               | \| \| Pseudovilerna maculicrus \| \| \| \| \| \| Pseudovilerna reducta \| \| \| \| |
|               | Pseudovilerna maculicrus                                                           |
|               |                                                                                    |
|               | Pseudovilerna reducta                                                              |
|               |                                                                                    |